# Ortodromia

Esempio di un'ortodromia

In geometria sferica, l'ortodromia (dal greco antico ortos, retto, dritto, e dromos, percorso, da dramein, correre) è la linea più breve che permette di congiungere due punti su una sfera, ed è costituita da una porzione di circonferenza massima, ottenibile intersecando la superficie della sfera con un piano passante per il centro.
In navigazione, se consideriamo la Terra di forma sferica, si può dire che un aeromobile o un'imbarcazione naviga per ortodromia quando, nell'andare da un punto a un altro della superficie terrestre, percorre l'arco di circonferenza minimo che li congiunge.
Infatti è noto che l'ortodromia rappresenta la più breve distanza che separa due punti sulla superficie terrestre e, di conseguenza, per un aeromobile o una nave è conveniente seguire tale percorso. Essa ha la caratteristica di tagliare tutti i meridiani con angoli diversi, lungo un cerchio massimo, a differenza della lossodromia, che invece taglia tutti i meridiani con lo stesso angolo, ma rispetto alla quale vi è un sensibile risparmio di percorso, in particolare sulle lunghe distanze.
Casi particolari sono gli archi di meridiano (angolo di taglio costante = 0°/180°). È da notare che anche gli archi del parallelo equatoriale rappresentano casi particolari di ortodromia in quanto, anche non variando l'angolo di intersezione con i meridiani, la distanza tra i punti considerati (partenza ed arrivo) è la minima possibile.
Poiché nel caso della navigazione (aerea o marittima) è conveniente, in generale (a meno di altre variabili quali correnti marine, venti in quota, ecc.), percorrere il tragitto più breve per collegare due punti, la rotta ortodromica è quella preferenziale. Una rotta di questo tipo è, però, soltanto ideale, in quanto non è pensabile che il mezzo in questione possa variare in modo continuo la direzione di navigazione (intesa come orientamento rispetto ai punti cardinali). La rotta reale è molto spesso una buona approssimazione della rotta ortodromica, realizzata tramite successive rotte lossodromiche parziali (spezzata).
La parola "ortodromia" viene anche identificata con l'espressione idiomatica in linea d'aria.

## Proprietà
Vertice: è il punto dell'ortodromia a maggiore latitudine; esistono due vertici per ogni ortodromia (che è un circolo massimo sulla sfera terrestre) uno all'antipode dell'altro.
Nodi: punti in cui l'ortodromia interseca l'equatore, che è anch'esso un circolo massimo sulla sfera terrestre.
Tutti e quattro questi elementi sono separati tra loro da una differenza di longitudine di 90°.